# Vergeten in Annam
Vergeten in Annam is een Franse stripreeks met Frank Giroud als schrijver en Christian Lacroix als tekenaar. Het is een tweeluik waarvan de delen verschenen in de periode 1990-1991 bij uitgeverij Dupuis in de collectie Getekend.

## Albums
Alle albums zijn geschreven door Frank Giroud, getekend door Christian Lacroix en uitgegeven door Dupuis.
1. Vergeten in Annam deel 1
2. Vergeten in Annam deel 2